# ميلر بروس
ميلر بروس (بالإنجليزية: Millar Burrows)‏ هو بروفيسور ومؤرخ أمريكي، ولد في 26 أكتوبر 1899 في وويومينغ في الولايات المتحدة، وتوفي في 29 أبريل 1990.

## روابط خارجية
- ميلر بروس على موقع مونزينجر (الألمانية)